# 38a cerimònia dels Premis César
La 38a cerimònia dels Premis César — també coneguts com Nuit des César — que premiava les pel·lícules estrenades el 2012, va tenir lloc el 22 de febrer de 2013 al Théâtre du Châtelet.
La cerimònia va ser presidida per Jamel Debbouze i presentada per Antoine de Caunes. Aquesta edició es va retransmetre en directe i sense xifrar a Canal+. La cerimònia va ser seguit per 2.5 milions d'espectadors. Això correspon al 12,5% de l'audiència.

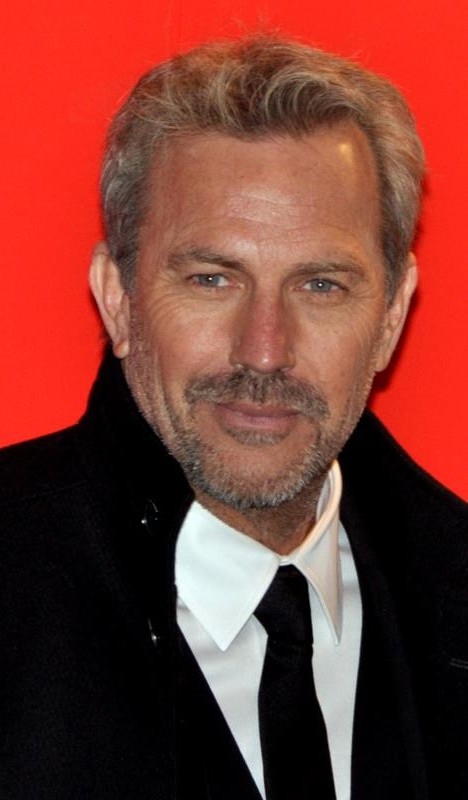
Kevin Costner, César d'honor.

## Presentadors i ponents
- Jamel Debbouze, president de la cerimònia
- Antoine de Caunes, mestre de cerimònies
- Lambert Wilson, per la presentació del César a l'actriu més prometedora
- Ludivine Sagnier, per la presentació del César a la millor primera pel·lícula
- Isabelle Carré, per la presentació del César al millor actor secundari
- Manu Payet, per la presentació del César a la millor pel·lícula d'animació
- Céline Sallette, per la presentació del César a la millor adaptació
- Marina Foïs, per l'entrega del César a l'home més prometedor
- Franck Gastambide, per la presentació del César a la millor fotografia
- Franck Gastambide, Medi Sadoun i Jib Pocthier, per la presentació del César al millor so
- Olga Kurylenko, per la presentació del César a la millor pel·lícula estrangera
- Émilie Simon i Thomas Dutronc, per la presentació del César a la millor música
- Laurent Lafitte, pel César al millor guió original
- Virginie Ledoyen i JoeyStarr, pel César a la millor actriu secundària
- Guilaine Londez, per la presentació del César a la millor pel·lícula documental
- Audrey Lamy, per la presentació del César al millor decorat i el César a la millor edició
- Michel Hazanavicius, per a la presentació del Cèsar Honorari
- François Damiens, per la presentació del César al millor vestit
- Aïssa Maïga, per la presentació del César al millor curtmetratge
- Charlotte Gainsbourg, per la presentació del César al millor director
- Omar Sy, per la presentació del César a la millor actriu
- Bérénice Bejo, per la presentació del César al millor actor
- Jamel Debbouze, per la presentació del César a la millor pel·lícula

## Desenvolupament
La gran triomfadora de la nit fou Amor de Michael Haneke, que amb deu nominacions va obtenir els cinc premis principals: millor pel·lícula, millor director, millor guió original, millor actor i millor actriu. A més, Haneke va rebre el de millor director i millor guió original. D'altra banda, De rovell i d'os de Jacques Audiard, amb nou nominacions, va obtenir quatre premis: millor actor revelació, millor guió adaptat, millor muntatge i millor música, i L'adeu a la reina de Benoît Jacquot, amb 10 nominacions, va obtenir tres premis: millor decorat, millor vestuari i millor fotografia.
Per contra, les grans perdedores foren Camille redouble de Noémie Lvovsky (13 nominacions), Holy Motors de Leos Carax (9 nominacions) i A la casa de François Ozon (6 nominacions), que no van obtenir cap premi.

## Guanyadors i nominats
Els guanyadors s'indiquen en negreta 
| Millor pel·lícula - Amor de Michael Haneke, produïda per Margaret Menegoz - L'adeu a la reina de Benoît Jacquot, produïda per Jean-Pierre Guérin, Kristina Larsen - Camille redouble de Noémie Lvovsky, produïda per Jean-Louis Livi, Philippe Carcassonne - A la casa de François Ozon, produïda per Éric Altmayer, Nicolas Altmayer - De rovell i d'os de Jacques Audiard, produïda per Pascal Caucheteux, Grégoire Sorlat - Holy Motors de Leos Carax, produïda per Martine Marignac, Maurice Tinchant - Le Prénom de Matthieu Delaporte i Alexandre de la Patellière, produïda per Dimitri Rassam, Jérôme Seydoux | Millor director - Michael Haneke per Amor - Benoît Jacquot per L'adeu a la reina - Noémie Lvovsky per Camille redouble - François Ozon per A la casa - Jacques Audiard per De rovell i d'os - Léos Carax per Holy Motors - Stéphane Brizé per Quelques heures de printemps |
| Millor actor - Jean-Louis Trintignant pel paper de Georges a Amor - Jean-Pierre Bacri pel paper de Damien Hauer a Cherchez Hortense - Patrick Bruel pel paper de Vincent Larchet a Le Prénom - Denis Lavant pel paper de Monsieur Oscar a Holy Motors - Vincent Lindon pel paper d'Alain Evrard a Quelques heures de printemps - Fabrice Luchini pel paper de Germain Germain a A la casa - Jérémie Renier pel paper de Claude François a Cloclo | Millor actriu - Emmanuelle Riva pel paper d'Anne a Amor - Marion Cotillard pel paper de Stéphanie a De rovell i d'os - Catherine Frot pel paper d'Hortense Laborie a La cuinera del president - Noémie Lvovsky pel paper de Camille a Camille redouble - Corinne Masiero pel paper de Louise Wimmer a Louise Wimmer - Léa Seydoux pel paper de Sidonie Laborde a L'adeu a la reina - Hélène Vincent pel paper d'Yvette Evrard a Quelques heures de printemps |
| Millor actor secundari - Guillaume de Tonquédec pel paper de Claude a Le Prénom - Samir Guesmi pel paper d'Eric a Camille redouble - Benoît Magimel pel paper de Paul Lederman a Cloclo - Claude Rich pel paper de Sébastien Hauer a Cherchez Hortense - Michel Vuillermoz pel paper du père de Camille a Camille redouble | Millor actriu secundària - Valérie Benguigui pel paper d'Elisabeth a Le Prénom - Judith Chemla pel paper de Josépha a Camille redouble - Isabelle Huppert pel paper d'Eva a Amor - Yolande Moreau pel paper de la mare de Camille a Camille redouble - Edith Scob pel paper de Céline a Holy Motors |
| Millor actor revelació - Matthias Schoenaerts pel paper d'Ali a De rovell i d'os - Félix Moati pel paper de Victor a Télé Gaucho - Kacey Mottet Klein pel paper de Simon a Germana - Pierre Niney pel paper de Maxime a Comme des frères - Ernst Umhauer pel paper de Claude Garcia a A la casa | Millor actriu revelació - Izïa Higelin pel paper de Louise a Mauvaise Fille - Alice de Lencquesaing pel paper de Camille a Au galop - Lola Dewaere pel paper de Nina a Mince alors ! - Julia Faure pel paper de Louise a Camille redouble - India Hair pel paper d'Alice a Camille redouble |
| Millor pel·lícula estrangera - Argo de Ben Affleck • - À perdre la raison de Joachim Lafosse • - Rundskop de Michaël R. Roskam • - Laurence Anyways de Xavier Dolan • - Oslo, 31. august de Joachim Trier • - La part dels àngels de Ken Loach • - Un afer reial de Nikolaj Arcel • , | Millor primera pel·lícula - Louise Wimmer de Cyril Mennegun - Augustine d'Alice Winocour - Comme des frères d'Hugo Gélin - Populaire de Régis Roinsard - Rengaine de Rachid Djaïdani |
| Millor guió original - Amor – Michael Haneke - Adieu Berthe – Bruno Podalydès i Denis Podalydès - Camille redouble – Noémie Lvovsky, Florence Seyvos, Maud Ameline i Pierre-Olivier Mattei - Holy Motors – Léos Carax - Quelques heures de printemps – Florence Vignon i Stéphane Brizé | Millor guió adaptat - De rovell i d'os – Jacques Audiard i Thomas Bidegain, adaptat del recull de novel·les Rust and Bone de Craig Davidson - 38 Témoins – Lucas Belvaux, adaptat de la novel·la Est-ce ainsi que les femmes meurent ? de Didier Decoin - L'adeu a la reina – Gilles Taurand i Benoît Jacquot, adaptat de la novel·la Les Adieux à la reine de Chantal Thomas - A la casa – François Ozon, adaptat de la novel·la El chico de la última fila de Juan Mayorga - Le Prénom – Matthieu Delaporte i Alexandre de la Patellière, adaptat de la peça Le Prénom de Matthieu Delaporte i Alexandre de la Patellière |
| Millor música - De rovell i d'os – Alexandre Desplat - L'adeu a la reina – Bruno Coulais - Camille redouble – Gaëtan Roussel i Joseph Dahan - A la casa – Philippe Rombi - Populaire – Rob i Emmanuel d'Orlando | Millor fotografia - L'adeu a la reina – Romain Winding - Amor – Darius Khondji - De rovell i d'os – Stéphane Fontaine - Holy Motors – Caroline Champetier - Populaire – Guillaume Schiffman |
| Millor decorat - L'adeu a la reina – Katia Wyszkop - Amor – Jean-Vincent Puzos - Cloclo – Philippe Chiffre - Holy Motors – Florian Sanson - Populaire – Sylvie Olivé | Millor muntatge - De rovell i d'os – Juliette Welfling - L'adeu a la reina – Luc Barnier - Amor – Monika Willi - Camille redouble – Annette Dutertre i Michel Klochendler - Holy Motors – Nelly Quettier |
| Millor so - Cloclo – Antoine Deflandre, Germain Boulay, Eric Tisserand - L'adeu a la reina – Brigitte Taillandier, Francis Wargnier i Olivier Goinard - Amor – Guillaume Sciama, Nadine Muse, Jean-Pierre Laforce - De rovell i d'os – Brigitte Taillandier, Pascal Villard i Jean-Paul Hurier - Holy Motors – Erwan Kerzanet, Josefina Rodriguez, Emmanuel Croset | Millor vestuari - L'adeu a la reina – Christian Gasc - Augustine – Pascaline Chavanne - Camille redouble – Madeline Fontaine - Cloclo – Mimi Lempicka - Populaire – Charlotte David |
| Millor curtmetratge - Le Cri du homard de Nicolas Guiot - Ce n'est pas un film de cow-boys de Benjamin Parent - Ce qu'il restera de nous de Vincent Macaigne - Les Meutes de Manuel Schapira - La Vie parisienne de Vincent Dietschy | Millor documental - Les Invisibles de Sébastien Lifshitz - Bovines ou la vraie vie des vaches d'Emmanuel Gras - Duch, le maître des forges de l'enfer de Rithy Panh - Journal de France de Claudine Nougaret i Raymond Depardon - Les Nouveaux Chiens de garde de Gilles Balbastre i Yannick Kergoat |
| Millor pel·lícula d'animació - Ernest et Célestine de Benjamin Renner, Vincent Patar i Stéphane Aubier - Edmond était un âne de Franck Dion - Kirikou et les hommes et les femmes de Michel Ocelot - Oh Willy de Emma de Swaef i Marc Roels - Zarafa de Rémi Bezançon i Jean-Christophe Lie | César d'honor - Kevin Kostner |